# Grzegorz Drejgier
Grzegorz Drejgier (né le 20 février 1990) est un coureur cycliste polonais. Spécialisé dans les disciplines de sprint sur piste, il a notamment été médaillé d'argent du championnat d'Europe de vitesse par équipe en 2015 avec Rafal Sarnecki et Krzysztof Maksel.

## Palmarès sur piste

### Championnats du monde
- Le Cap 2008
  -  Médaillé de bronze de la vitesse par équipe juniors
- Minsk 2013
  - 9e de la vitesse par équipe
- Londres 2016
  - 8e de la vitesse par équipe

### Coupe du monde
- 2014-2015
  - 3e de la vitesse par équipe à Cali
- 2015-2016
  - 2e de la vitesse par équipe à Cali

### Championnats d'Europe
- Pruszków 2008
  -  Médaillé de bronze de la vitesse par équipe juniors
- Saint-Pétersbourg 2010
  -  Médaillé de bronze de la vitesse par équipe espoirs
- Anadia 2012
  -  Médaillé de bronze de la vitesse par équipe espoirs
- Granges 2015
  -  Médaillé d'argent de la vitesse par équipe (avec Rafal Sarnecki et Krzysztof Maksel)
  - 5e du kilomètre

### Championnats nationaux
- Champion de Pologne de vitesse en 2015
- Champion de Pologne de vitesse par équipe en 2015 avec Rafal Sarnecki et Krzysztof Maksel